# Liste von Kanälen und staugeregelten Flüssen in Deutschland

## Kanäle
(nach DIN 4054: Gewässer mit überwiegend künstlichem Gewässerbett)

### Heute noch befahrbare Kanäle
mit unterschiedlicher verkehrstechnischer Bedeutung für die Güter-, Personen- und/oder Sportschifffahrt (hierzu zählen nicht die Schleusenkanäle und Kraftwerkskanäle der staugeregelten Flüsse und Gewässer)
Erklärung:
eingerückt  = Teilstrecke einer Wasserstraße

mit   = zugehörige Wasserstraße(n)

(1914)  = Inbetriebnahme

(1914 und 1933) = Inbetriebnahme in Abschnitten

(1745/1891) = erneute Inbetriebnahme

(1859–1914:…) = Periode für eine Bezeichnung
Bei den Bundeswasserstraßen sind die offiziellen Abkürzungen angegeben.
Kursiv geschriebene Wasserstraßen sind als Ganzes keine Kanäle, verdeutlichen aber die Zuordnung von Kanälen
- Abstiegskanal Rothensee s. Rothenseer Verbindungskanal
- Achterwehrer Schifffahrtskanal s. Nord-Ostsee-Kanal
- Altenplathower Altkanal s. Elbe-Havel-Kanal
- Altkanal Ems-Hase-Kanal Hanekenfähr (EHH, 1828, s. Abschn. 1.2.1)
- Altkanal Ems-Hase-Kanal Meppen (EHM, 1828, s. Abschn. 1.2.1)
- Bederkesa-Geeste-Kanal s. Elbe-Weser-Schifffahrtsweg
- Bergzower Altkanal s. Elbe-Havel-Kanal
- Berlin-Spandauer Schifffahrtskanal (BSK, 1859–1914: Spandauer Schiffahrtkanal, 1914–1945 Havelhaltung: Hohenzollernkanal, ab 1914 Spreehaltung: BSK)

mit
Charlottenburger Verbindungskanal (CVK, 1875)
Westhafenkanal (WHK, 1956)
Westhafen-Verbindungskanal (WVK, 1914)
- Bikowkanal s. Rheinsberger Gewässer
- Brandenburger Stadtkanal (BrK)
- Brieskower Kanal (1668–1951: Friedrich-Wilhelm-Kanal s. Abschn. 1.2.1) zwischen Oder-Spree-Kanal und Oder
- Britzer Verbindungskanal s. Teltowkanal
- Dahme-Wasserstraße (DaW)

mit
Storkower Gewässer (SkG)
- Storkower Kanal (SkK, 1746) zwischen Storkower See und Wolziger See

- Datteln-Hamm-Kanal (DHK, 1914 und 1933, vorher: Lippe-Seitenkanal Datteln-Hamm)
- Dollgowkanal s. Rheinsberger Gewässer
- Dortmund-Ems-Kanal (DEK, 1899 bis Emden, ab 1968 bis Papenburg/Ems, s. Ems-Seitenkanal)
- Duisburger Hafenkanal (1832)
- Elbe-Havel-Kanal (EHK, 1938)

mit
Altenplathower Altkanal (AAK, ehem. Plauer Kanal, 1745 s. Abschn. 1.2.1)
Bergzower Altkanal (BAK, ehem. Ihlekanal, 1872 s. Abschn. 1.2.1.)
Niegripper Altkanal (NAK, ehem. Ihlekanal, 1872 s. Abschn. 1.2.1)
Niegripper Verbindungskanal (NVK, 1938)
Pareyer Verbindungskanal (PVK, ehem. Plauer Kanal, 1745/1891 s. Abschn. 1.2.1)
Roßdorfer Altkanal (RAK, ehem. Plauer Kanal, 1745 s. Abschn. 1.2.1.)
Woltersdorfer Altkanal (WAK, ehem. Plauer Kanal, 1745 s. Abschn. 1.2.1)
- Elbe-Lübeck-Kanal (ELK, 1900–1936: Elbe-Trave-Kanal)
- Elbe-Seitenkanal (ESK, 1976) zwischen Elbe und Mittellandkanal
- Elbe-Weser-Schifffahrtsweg

- Bederkesa-Geeste-Kanal (1860)
- Hadelner Kanal (1855)

- Elde-Seitenkanal s. Müritz-Elde-Wasserstraße
- Elisabethfehnkanal (EFK, 1893–1927: Hunte-Ems-Kanal s. Abschn. 1.2.1) zwischen Küstenkanal und Sagter Ems
- Ems-Jade-Kanal (EJK, 1888)

mit
- Verbindungskanal (Emden) (1900)

- Ems-Seitenkanal (EmK, 1899–1968: Dortmund-Ems-Kanal) bei Emden
- Ems-Vechte-Kanal (1882) Linksemsischer Kanal
- Ems-Weser-Kanal/Ems-Weser-Elbe-Kanal s. Mittellandkanal
- Emster Kanal s. Untere Havel-Wasserstraße, Emster Gewässer
- Fehrbelliner Kanal (1866) im Havelland
- Finowkanal s. Havel-Oder-Wasserstraße
- Galluner Kanal zwischen Motzensee und Notte bei Mittenwalde südlich Berlin
- Gieselaukanal (GiK, 1937) zwischen Eider und Nord-Ostsee-Kanal
- Gosener Kanal s. Wasserstraße Seddinsee und Gosener Kanal
- Griebnitzkanal s. Teltowkanal
- Großfehnkanal (1633) zwischen Emden und Nordgeorgsfehnkanal
- Hadelner Kanal s. Elbe-Weser-Schifffahrtsweg
- Haren-Rütenbrock-Kanal (1904) Linksemsischer Kanal
- Havelkanal (HvK, 1952) zwischen Havel-Oder-Wasserstraße und Untere Havel-Wasserstraße
- Havel-Oder-Wasserstraße (HOW)

- Hohensaaten-Friedrichsthaler Wasserstraße (HFW, 1926) bis Westoder
- Oder-Havel-Kanal (OHK, 1914–1945: Hohenzollernkanal) zwischen Oranienburg und Niederfinow

mit
Finowkanal (FiK, 1620/1746)
Mäckerseekanal (MsK) zwischen Finowkanal und Mäckersee
Malzer Kanal (bei Malz) (MzK, 1828/1840)
Oranienburger Kanal, (OrK, 1837)
Veltener Stichkanal (VSK, 1912)
Verbindungskanal Hohensaaten Ost (zur Oder) (VKH, 1986)
Verbindungskanal Schwedter Querfahrt (zur Oder) (SQF, 1925)
Werbelliner Gewässer (WbG)
- Werbellinkanal (WbK, 1765) zwischen Werbellinsee und Finowkanal

- Hohennauener Kanal s. Untere Havel-Wasserstraße, Hohennauener Wasserstraße
- Hohensaaten-Friedrichsthaler Wasserstraße s. Havel-Oder-Wasserstraße
- Hohenzollernkanal s. Berlin-Spandauer Schifffahrtskanal und Havel-Oder-Wasserstraße, Oder-Havel-Kanal
- Hüttenkanal s. Rheinsberger Gewässer
- Ilmenaukanal (ImK, 1890)
- Kaiser-Wilhelm-Kanal s. Nord-Ostsee-Kanal
- Kammerkanal s. Obere Havel-Wasserstraße
- Karl-Heine-Kanal (1864) in Leipzig
- Küstenkanal (KüK, 1935, 1893–1927 Oldenburg – Kampe: Hunte-Ems-Kanal s. Abschn. 1.2.1) zwischen Dortmund-Ems-Kanal (Ems) und Weser

mit
Stichkanal Dörpen (SKD, 1935)
- Labüskekanal s. Obere Havel-Wasserstraße, Templiner Gewässer
- Landwehrkanal s. Spree-Oder-Wasserstraße
- Langerhanskanal s. Rüdersdorfer Gewässer
- Lippe-Seitenkanal s. Datteln-Hamm-Kanal und Wesel-Datteln-Kanal
- Mäckerseekanal s. Havel-Oder-Wasserstraße
- Main-Donau-Kanal (MDK, 1992)
- Malchiner Peenekanal
- Malzer Kanal (bei Malz) s. Havel-Oder-Wasserstraße
- Malzer Kanal s. Obere Havel-Wasserstraße
- Mirower Kanal s. Müritz-Havel-Wasserstraße
- Mittellandkanal (MLK, 1915 Ems-Weser-Kanal und 1938 Ems-Weser-Elbe-Kanal)zwischen Dortmund-Ems-Kanal und Elbe-Havel-Kanal

mit
Rothenseer Verbindungskanal (RVK, 1938–1998: Abstiegskanal Rothensee)
Stichkanal Hannover-Linden (SKL, 1916)
Stichkanal Hildesheim (SKH, 1928)
Stichkanal Ibbenbüren (SKI)
Stichkanal Misburg (SKM, 1916)
Stichkanal Osnabrück (SKO, 1916)
Stichkanal Salzgitter (SKS, 1941)
Verbindungskanal zur Leine (VKL, 1916)
Verbindungskanal Nord zur Weser (VKN, 1916)
Verbindungskanal Süd zur Weser (VKS, 1926)
- Müritz-Elde-Wasserstraße (MEW)

- Elde-Seitenkanal (EdK, 1572)

mit
Stör-Wasserstraße (StW)
- Störkanal (StK, 1711/1836) zwischen Müritz-Elde-Wasserstraße und Stör

- Müritz-Havel-Wasserstraße (MHW)

- Mirower Kanal (MiK, 1936)

- Neuhauser Speisekanal s. Spree-Oder-Wasserstraße
- Neukalener Peenekanal
- Neuköllner Schifffahrtskanal s. Teltowkanal
- Niegripper Altkanal s. Elbe-Havel-Kanal
- Niegripper Verbindungskanal s. Elbe-Havel-Kanal
- Nordgeorgsfehnkanal (1916) zwischen Jümme und Ems-Jade-Kanal
- Nord-Ostsee-Kanal/Kiel-Canal (NOK, 1895–1948: Kaiser-Wilhelm-Kanal)

mit
Stichkanal Achterwehrer Schifffahrtskanal (AwK, 1914)
- Obere Havel-Wasserstraße (OHW)

- Kammerkanal (KaK, 1843) zwischen Zierker See und Woblitzsee
- Malzer Kanal (MzK, 1840) zwischen Voßkanal und Havel-Oder-Wasserstraße
- Voßkanal (VoK, 1882) zwischen Abzweigung Schnelle Havel und Malzer Kanal

mit
Templiner Gewässer (TlG)
- Labüskekanal zwischen Labüskesee und Fährsee
- Templiner Kanal (TlK) zwischen Templiner Stadtsee und Röddelinsee

Wentow-Gewässer (WtG)
- Wentowkanal (WtK, 1732) zwischen Großem Wentowsee und Obere Havel-Wasserstraße

- Oder-Havel-Kanal s. Havel-Oder-Wasserstraße
- Oderkanal (1753) am Oderbruch
- Oder-Spree-Kanal s. Spree-Oder-Wasserstraße
- Oranienburger Kanal s. Havel-Oder-Wasserstraße
- Papenburger Fehnkanal (1638) zwischen Papenburg und Küstenkanal
- Papenburger Sielkanal (1638) zwischen Papenburg und Ems
- Pareyer Verbindungskanal s. Elbe-Havel-Kanal
- Prebelowkanal s. Rheinsberger Gewässer
- Prinz-Friedrich-Leopold-Kanal s. Griebnitzkanal
- Rhein-Herne-Kanal (RHK, 1914)

mit
Verbindungskanal zur Ruhr (VKR, 1914)
- Repenter Kanal s. Rheinsberger Gewässer, Zechliner Gewässer
- Rheinsberger Gewässer (RbG, 1881)

- Bikowkanal zwischen Bikowsee und Rheinsberger Gewässer (Schlabornsee)
- Hüttenkanal (DDR: Jagowkanal) zwischen Tietzowsee und Schlabornsee
- Prebelowkanal zwischen Gr. Prebelowsee und Tietzowsee
- Rheinsberger Kanal zwischen Gr. Rheinsberger See und Grienericksee
- Schlabornkanal zwischen Schlabornsee und Gr. Rheinsberger See
- Wolfsbrucher Kanal (vorher: Schleusenkanal, DDR: Hüttenkanal) zwischen Kl. Pälitzsee und Gr. Prebelowsee

mit
Dollgowkanal zwischen Dollgowsee und Rheinsberger Gewässer (Schlabornsee)
Zechliner Gewässer (ZeG, 1881)
- Repenter Kanal zwischen Gr. Zechliner See und Zootzensee
- Zechliner Kanal zwischen Schwarzem See und Gr. Zechliner See
- Zootzenkanal zwischen Zootzensee und Rheinsberger Gewässer (Tietzowsee)

- Roßdorfer Altkanal s. Elbe-Havel-Kanal
- Rothenseer Verbindungskanal s. Mittellandkanal
- Rüdersdorfer Gewässer (RüG)

mit
Langerhanskanal (LhK) zwischen Rüdersdorfer Gewässer und Kriensee
- Ruppiner Kanal (1788) im Havelland
- Saale-Leipzig-Kanal (SLK, 1939 auf 11 km geflutet, 1943 unvollendet, bis 1999: Elster-Saale-Kanal s. Abschn. 1.2.2)
- Sacrow-Paretzer Kanal s. Untere Havel-Wasserstraße
- Schifffahrtsweg Rhein-Kleve (SRK)

- Spoykanal (SyK, 1688/1843) zwischen Kleve und Griethauser Altrhein

- Schlabornkanal s. Rheinsberger Gewässer
- Silokanal s. Untere Havel-Wasserstraße
- Spree-Oder-Wasserstraße (SOW)

- Oder-Spree-Kanal (OSK, 1668/1891) zwischen Dahme und Fürstenwalder Spree und zwischen Fürstenwalder Spree und Oder

mit
Landwehrkanal (LWK, 1850) in Berlin
Neuhauser Speisekanal (NSK, 1668) zwischen Spree (Wergensee) und Oder-Spree-Kanal
Spreekanal (SpK, 1694) in Berlin
- Kupfergraben

- Stichkanal Achterwehrer Schifffahrtskanal s. Nord-Ostsee-Kanal
- Stichkanal Dörpen s. Küstenkanal
- Stichkanal Hannover-Linden s. Mittellandkanal
- Stichkanal Hildesheim s. Mittellandkanal
- Stichkanal Ibbenbüren s. Mittellandkanal
- Stichkanal Misburg s. Mittellandkanal
- Stichkanal Osnabrück s. Mittellandkanal
- Stichkanal Salzgitter s. Mittellandkanal
- Störkanal s. Müritz-Elde-Wasserstraße, Stör-Wasserstraße
- Storkower Kanal s. Dahme-Wasserstraße, Storkower Gewässer
- Teltowkanal (TeK, 1906) zwischen Potsdamer Havel und Spree-Oder-Wasserstraße (Dahme)

mit
Britzer Verbindungskanal (BVK, 1906–1938: Verbindungskanal Britz-Kanne, 1938–1992: Britzer Zweigkanal) zwischen Teltowkanal und Spree-Oder-Wasserstraße
Griebnitzkanal (GrK 1906–1951 (DDR) / 1992 (BRD): Prinz-Friedrich-Leopold-Kanal) zwischen Teltowkanal und Gr. Wannsee
Neuköllner Schifffahrtskanal (1914) zwischen Teltowkanal und Landwehrkanal
Zehlendorfer Stichkanal (ZSK, 1906)
- Templiner Kanal s. Obere Havel-Wasserstraße, Templiner Gewässer
- Untere Havel-Wasserstraße (UHW)

- Sacrow-Paretzer Kanal (SPK, 1876)
- Silokanal (SiK, 1910) im Stadtgebiet Brandenburg

mit
Brandenburger Stadtkanal (BrK)
Emster Gewässer
- Emster Kanal (1872) zwischen Netzener See und Krummer Havel bei Brandenburg

Hohennauener Wasserstraße (HnW)
- Hohennauener Kanal (HnK) zwischen Ferchesarer See und Untere Havel-Wasserstraße

- Veltener Stichkanal s. Havel-Oder-Wasserstraße
- Verbindungskanal Hohensaaten Ost s. Havel-Oder-Wasserstraße
- Verbindungskanal zur Leine s. Mittellandkanal
- Verbindungskanal Nord zur Weser s. Mittellandkanal
- Verbindungskanal zur Ruhr s. Rhein-Herne-Kanal
- Verbindungskanal Schwedter Querfahrt s. Havel-Oder-Wasserstraße
- Verbindungskanal Süd zur Weser s. Mittellandkanal
- Voßkanal s. Obere Havel-Wasserstraße
- Wasserstraße Seddinsee und Gosener Kanal (WSG)

- Gosener Kanal (GoK, 1936) zwischen Spree-Oder-Wasserstraße und Rüdersdorfer Gewässer

- Wentowkanal s. Obere Havel-Wasserstraße, Wentow-Gewässer
- Werbellinkanal s. Havel-Oder-Wasserstraße, Werbelliner Gewässer
- Wesel-Datteln-Kanal (WDK, 1931, vorher: Lippe-Seitenkanal Wesel – Datteln)
- Westhafenkanal s. Berlin-Spandauer Schifffahrtskanal
- Westhafen-Verbindungskanal s. Berlin-Spandauer Schifffahrtskanal
- Wilhelmskanal (1821) in Heilbronn
- Wolfsbrucher Kanal s. Rheinsberger Gewässer
- Woltersdorfer Altkanal s. Elbe-Havel-Kanal
- Zechliner Kanal s. Rheinsberger Gewässer, Zechliner Gewässer
- Zehlendorfer Stichkanal s. Teltowkanal
- Zootzenkanal s. Rheinsberger Gewässer, Zechliner Gewässer

### Historische Kanäle

#### Fertiggestellte Kanäle
nicht mehr schiffbar, überbaut, verfallen, nur noch als Entwässerungskanal genutzt oder in einem anderen Kanal aufgegangen
- Albersweilerer Kanal (1689, 1750 stillgelegt) bei Landau in der Pfalz
- Alster-Beste-Kanal (1529, 1549 stillgelegt) zwischen Hamburg und Lübeck
- Bolter Kanal (BoK, 1836, 1936 stillgelegt) Beginn der Alten Müritz-Havel-Wasserstraße an der Müritz
- Breitenburger Kanal (1814, ca. 1960 stillgelegt) bei Itzehoe/Stör
- Brieselanger Entwässerungskanal (1952 tlw. im Havelkanal aufgegangen)
- Bützow-Güstrow-Kanal (1896)
- Coevorden-Piccardie-Kanal/Georgsdorf-Piccardie-Coevorden-Kanal (1904, 1965 stillgelegt) Linksemsischer Kanal
- Dahme-Umflutkanal (1912) zwischen oberer Spree und Dahme
- Eiderkanal (1784–1853: Schleswig-Holsteinischer Kanal, 1883 stillgelegt, 1895 tlw. im Nord-Ostsee-Kanal aufgegangen)
- Elsterwerda-Grödel-Floßkanal (1747)
- Ems-Hase-Kanal s. Hanekenkanal
- Erftkanal (1456, heute zu 90 % getunnelt) in Neuss
- Ernst-August-Kanal (Kraftwerkskanal der Leine) in Hannover
- Fossa Carolina (793, Karlsgraben) nördlich Treuchtlingen
- Frankenthaler Kanal (1781/1823, 1944 stillgelegt, 1954 fast ganz verfüllt) in der Pfalz zum Rhein
- Friedrich-Franz-Kanal (1836, 1936 in Müritz-Elde-Wasserstraße aufgegangen)
- Friedrich-Wilhelm-Kanal / vorher: Müllroser Kanal (1668, 1891 westlicher Teil im Neuhauser Speisekanal und Oder-Spree-Kanal aufgegangen, Rest ab 1951: Brieskower Kanal s. Abschn. 1.1)
- Hahnenmoorkanal im Mittellauf der Hase
- Hanekenkanal/Ems-Hase-Kanal (1828, 1899 überwiegend im Dortmund-Ems-Kanal aufgegangen, Rest: Altkanal Ems-Hase-Kanal Hanekenfähr (EHH) und Meppen (EHM) s. Abschn. 1.1)
- Hamme-Oste-Kanal/Oste-Hamme-Kanal (1774)
- Herner Zweigkanal des Dortmund-Ems-Kanals (ab 1950 Teil des Rhein-Herne-Kanals)
- Hunte-Ems-Kanal (1893, 1927 Oldenburg-Kampe im Küstenkanal, Kampe-Sagter Ems im Elisabethfehnkanal aufgegangen)
- Ihlekanal (1872, 1938 tlw. im Elbe-Havel-Kanal aufgegangen, Rest: Altkanäle s. Abschn. 1.1)
- Kurprinzenkanal (1789, 1863 stillgelegt) in der Freiberger Mulde
- Langer Trödel (1925 stillgelegter Teil des Finowkanals zwischen Liebenwalde und Oder-Havel-Kanal)
- Ludwig-Donau-Main-Kanal/Ludwigskanal (1845, 1950 stillgelegt) von Kelheim über Neumarkt in der Oberpfalz und Nürnberg bis Bamberg
- Luisenstädtischer Kanal (1852, 1926/27 verfüllt) in Berlin-Kreuzberg
- Mainkanal (Hanau) (nach 1597, weitgehend verfüllt)
- Müllroser Kanal s. Friedrich-Wilhelm-Kanal
- Nauen-Paretzer-Kanal im Havelland
- Neetzekanal (1890) zwischen Ilmenau und Neetze
- Neusser Hafenkanal (1380)
- Nieder Neuendorfer Kanal (1952 tlw. im Havelkanal aufgegangen)
- Nordhorn-Almelo-Kanal (1904, 1965 stillgelegt) Linksemsischer Kanal
- Nordhorner Verbindungskanal (1904, 1965 stillgelegt) Linksemsischer Kanal
- Nymphenburger Kanal (zw. 1690 und 1724) in München
- Nymphenburg-Biederstein-Kanal (zw. 1690 und 1724) in München
- Oberharzer Wasserregal (1520–1870)
- Oste-Schwinge-Kanal
- Plauer Kanal (1745, 1938 tlw. im Elbe-Havel-Kanal und Pareyer Verbindungskanal aufgegangen, Rest: Altkanäle s. Abschn. 1.1)
- Polzowkanal (1745, 1786 stillgelegt) zwischen Gr. Stechlinsee und Nehmitzsee im Rheinsberger Seengebiet
- Stadtkanal (Potsdam) (1722, 1965 zugeschüttet, Wiederfreilegung schrittweise seit 1999)
- Prahmkanal (1813, 1906 stillgelegt) zwischen Recknitz und Trebel
- Rhinkanal im Havelland
- Rixdorfer Stichkanal (1905, 1914 im Neuköllner Schifffahrtskanal aufgegangen)
- Schiffgraben (1751 stillgelegt, seit Mitte 19. Jhd. zwei Drittel verrohrt) in Hannover
- Schleißheimer Kanal (zw. 1690 und 1724) in München
- Schleswig-Holsteinischer Kanal s. Eiderkanal
- Schöninghsdorf-Hoogeveen-Kanal (1904, 1965 stillgelegt) Linksemsischer Kanal
- Oste-Schwinge-Kanal (1780) östlich Bremervörde
- Speyerbachkanal (Römerzeit, benutzt bis etwa 1900)
- Stecknitzkanal (1398, 1900 im Elbe-Trave-Kanal aufgegangen)
- Steinschiffkanal (1767, 1822 stillgelegt) bei Karlsruhe
- Süd-Nord-Kanal (1904, 1965 stillgelegt) Linksemsischer Kanal
- Torfkanäle im Teufelsmoor (1752, 1950 stillgelegt) nördlich Bremen
- Viechelnsche Fahrt/Wallensteingraben (1597 Schifffahrt eingestellt) zwischen Schweriner See und Wismar
- Weschnitzkanal (Römerzeit, ca. 215) von Kloster Lorsch zum Rhein unterhalb Worms
- Würmkanal (zw. 1690 und 1724) in München
- Zülowkanal zwischen Rangsdorfer See und Notte bei Ragow südlich Berlin
- Zweigkanal Magdeburg im Magdeburger Hafengebiet

#### Nicht zu Ende gebaute Kanäle (Bauzeit)
- Elster-Saale-Kanal (1933–1943) s. Saale-Leipzig-Kanal in Abschn. 1.1
- Fossa Eugeniana (1626–1629) zwischen Rheinberg/Niederrhein und Maas
- Landgraf-Carl-Kanal/Carls-Kanal (1713–1726) von Carlshafen/Weser nach Kassel/Fulda
- Max-Clemens-Kanal (1724–1731, 1771) zwischen Münster/Westfalen und Wettringen
- Nordkanal/Grand Canal du Nord (1808–1810) zwischen Neuss/Niederrhein und Maas
- Recknitz-Trebel-Peene-Kanal (1958–1961)
- Rostock-Berlin-Kanal (1895/96)
- Seitenkanal Gleesen-Papenburg, Seitenkanal der Ems (SGP, 1937–1941)
- Spanisches Tief zwischen Westerwolder Aa und der Ems bei Heede (Emsland) (15./16. Jahrh.)

#### Kanalprojekte, die vor Baubeginn aufgegeben wurden
- Bodensee-Donau-Kanal
- Elbe-Kiel-Kanal
- Elbe-Oder-Kanal
- Elbe-Spree-Kanal
- Ems-Lippe-Kanal
- Hansakanal Weser-Elbe
- Main-Werra-Kanal
- Neckar-Donau-Kanal
- Rhein-Maas-Kanal
- Rhein-See-Kanal
- Saar-Pfalz-Rhein-Kanal, auch Saar-Pfalz-Kanal

### Nicht schiffbare Kanäle
Bewässerungskanäle, Entwässerungskanäle, Kraftwerkskanäle, Umflutkanäle
- Allerkanal zwischen Wolfsburg und Gifhorn (1863)
- Aller-Ohre-Kanal bei Grafhorst
- Alzkanal bei Garching/OBy
- Augsburger Eiskanal
- Barßeler Kanal (1876, Nebenkanal des Elisabethfehnkanals, s. Abschn. 1.1)
- Boker-Heide-Kanal (historischer Bewässerungskanal)
- Bollinger Kanal (1879, Nebenkanal des Elisabethfehnkanals, s. Abschn. 1.1)
- Burg-Lübbener-Kanal im Spreewald
- Friesoyther Kanal (1880, Nebenkanal des Elisabethfehnkanals, s. Abschn. 1.1)
- Friedrichstaler Kanal in Detmold
- Großer Havelländischer Hauptkanal
- Kühlwasserkanal am ehem. KKW Rheinsberg
- Leinakanal (Trinkwasserversorgung der Stadt Gotha im Mittelalter)
- Mittlerer Isarkanal
- Mühltalkanal
- Nierskanal bei Geldern/Niederrhein
- Salinenkanal in Bad Friedrichshall

### Projekte
- Donau-Oder-Elbe-Kanal
- Donau-Oder-Kanal/Oder-Donau-Kanal
- Saalekanal

## Staugeregelte Flüsse und Gewässer
(nach DIN 4054: Gewässer mit überwiegend natürlichem Gewässerbett einschl. Schleusenkanäle und Kraftwerkskanäle)

### Staugeregelte Flüsse, ganz oder teilweise
- Aller (Al, oberer Lauf der Unteraller)
- Altmühl (Am)
- Amper
- Dahme (Da)
- Donau (Do)
- Eider (Ei)
- Elbe (El, Geesthacht)
- Elde (Ed)
- Ems (Em)
- Emscher
- Fulda (Fu)
- Havel (Hv)
- Iller
- Ilmenau (Im)
- Inn
- Isar
- Lahn (La)
- Lech
- Leine (Le)
- Löcknitz (Lö)
- Main (Ma)
- Mangfall
- Mosel (Mo), siehe Moselkanalisierung
- Naab
- Nebel
- Neckar (Ne)
- Notte (Nt)
- Regnitz (Re)
- Rhein (Rh, Oberrhein)
- Ruhr (Ru)
- Saalach
- Saale (Sl)
- Saar (Sa)
- Schw. Regen
- Spree (Sp)
- Unstrut
- Vils
- Warnow (Wa, Oberwarnow)
- Werra (Wr)
- Wertach
- Weser (We, Hameln/Oberweser, Mittelweser)
- Wublitz (Wl)

### Staugeregelte Gewässer
- Beetzsee-Riewendsee-Wasserstraße (BRW), Seitengewässer der Unteren Havel-Wasserstraße
- Gosener Graben (GoG), Seitengewässer der Spree-Oder-Wasserstraße
- Hohennauener Wasserstraße (HnW), Seitengewässer der Unteren Havel-Wasserstraße
- Lychener Gewässer (LyG) einschl. Woblitz, Seitengewässer der Oberen Havel-Wasserstraße
- Müritz-Havel-Wasserstraße (MHW)
- Rüdersdorfer Gewässer (RüG)
- Stör-Wasserstraße (StW), Seitengewässer der Müritz-Elde-Wasserstraße
- Storkower Gewässer (SkG), Seitengewässer der Dahme-Wasserstraße
- Templiner Gewässer (TlG), Seitengewässer der Oberen Havel-Wasserstraße
- Teupitzer Gewässer (TpG), Seitengewässer der Dahme-Wasserstraße
- Wentow-Gewässer (WtG), Seitengewässer der Oberen Havel-Wasserstraße
- Werbelliner Gewässer (WbG), Seitengewässer der Havel-Oder-Wasserstraße
- Wernsdorfer Seenkette (WdS), Seitengewässer der Dahme-Wasserstraße
- Wasserstraße Kl. Wendsee-Wusterwitzer See (WWW), Seitengewässer des Elbe-Havel-Kanals